# 8princess
8princess（エイトプリンセス、通称：8プリ、はちぷり）は、東京都八王子市のご当地アイドル。
所属事務所はEQエンターテイメント。

## 概要
- 2012年8月　結成
- 2013年3月 八王子RIPSにてワンマンライブを開催。第二回オーディションにて荒井優希、青柳明香 加入
- 2013年8月 CLUB ZONEにてワンマンライブを開催。第三回オーディションにて鴨下祐季、白岩愛乃、藤野雪音 加入・プロデューサーの草柳和哉が卒業
- 2013年10月 藤野雪音 移籍
- 2013年10月 日本パンカツ協会公認アイドルに就任
- 2014年4月 松浦明音、青柳明香 卒業
- 2014年8月 八王子RIPSにて2周年記念ワンマンライブを開催
- 2014年9月 櫻井あかね 卒業
- 2015年1月 市野せりか 卒業
- 2015年8月 佐々木なおみ 加入
- 2016年2月 八王子市観光PR特使に任命される
- 2016年4月 24日放送の「モヤモヤさまぁ〜ず」に出演
- 2016年8月 CLUB ZONEにて4周年記念ワンマンライブを開催
- 2016年11月 荒井優希 休業(2017年4月卒業後ソロ転向)
- 2017年8月26日 日本テレビ主催「汐留ロコドル甲子園2017」にて準優勝
- 2017年9月 鴨下祐季 契約解除
- 2017年1月1日～2017年12月31日　365日連続路上ライブ達成
- 2018年2月4日　オリンパスホール八王子にてワンマンライブを開催
- 2018年4月29日 田ノ倉みゆき 加入
- 2018年8月26日 日本テレビ主催「汐留ロコドル甲子園2018」にて準優勝
- 2019年4月11日 清水めい 加入[1]
- 2019年8月24日　日本テレビ主催「汐留ロコドル甲子園2019」にて優勝
- 2019年10月28日 佐々木なおみ 卒業
- 2019年12月25日 八王子市長選挙の啓発イメージキャラクターに就任[2]
- 2020年4月を持って田ノ倉みゆき脱退
- 2020年8月15日 八王子 Match Voxにて8周年記念ワンマンライブを開催（当初はオリンパスホールでの開催が予定されていた）
- 2021年4月18日 白岩愛乃 卒業[3]

※かつては劇団ナチュラリズムというグループでも活動したこともあったが、自然消滅した
- 2021年5月8日 上野桃果 加入
- 2021年11月2日 上野桃果 脱退
- 2022年9月11日 八王子会 加入を正式発表
- 2022年9月18日 グループ結成10周年記念ワンマンライブ｢Look at 8princess MORE than once｣を生涯学習センター(クリエイトホール)にて開催
- 2023年1月6日 八王子市議会議員選挙のイメージキャラクターに就任[4]
- 2023年4月30日 解散発表[5]
- 2024年3月31日 クリエイトホール八王子でラストライブ「Never Ending ORANGE」を開催し解散[6]した。

## メンバー
| 名前                    | 愛称     | 誕生日 | カラー | ファン愛称           | 備考   |
| ----------------------- | -------- | ------ | ------ | -------------------- | ------ |
| 中神璃子(なかがみ りこ) | りこち   | 3/21   | 赤     | 帝国民(ていこくみん) | 一期生 |
| 清水めい(しみず めい)   | めいぷる | 8/24   | ピンク | ぷるズ(ぷるず)       | 七期生 |

## 元メンバー（加入順）
| 名前                         | 愛称              | 誕生日 | カラー    | 在籍                                             | 備考               |
| ---------------------------- | ----------------- | ------ | --------- | ------------------------------------------------ | ------------------ |
| 松浦明音(まつうらあかね)     | あかにゃん        | 7/18   | 紫        | 〜2014年４月27日                                 | 一期生(元リーダー) |
| 櫻井あかね(さくらいあかね)   | あっぴ            | 12/19  | 黄        | 〜2014年9月28日                                  | 一期生             |
| 市野せりか(いちのせりか)     | せりかりん        | 12/4   | ピンク    | 〜2015年1月31日                                  | 一期生             |
| 荒井優希(あらいゆき)         | ゆきんちゅ/あらい | 3/22   | 緑→ピンク | 2013年3月20日〜2016年11月20日休業(2017年4月卒業) | 二期生(元リーダー) |
| 青柳明香(あおやぎさやか)     | さやはむ          | 6/10   | 青        | 2013年3月20日〜2014年4月27日                     | 二期生             |
| 鴨下祐季(かもしたゆき)       | ゆきち            | 2/13   | 水色→黄色 | 2013年8月24日〜2017年9月27日                     | 三期生             |
| 藤野雪音(ふじのゆきね)       | ふーの            | -      | -         | 加入するもお披露目前に脱退                       | 三期生             |
| 白岩愛乃(しろいわあいの)     | あいのん          | 10/15  | 赤色→青色 | 2013年8月24日〜2021年4月18日                     | 三期生             |
| 佐々木なおみ(ささき なおみ)  | なーみん          | 9/27   | 緑        | 〜2019年10月28日                                 | 四期生(元リーダー) |
| 田ノ倉みゆき(たのくらみゆき) | みゆぴぴ          | 12/24  | 黄色      | 2018年4月29日〜2020年4月30日                     | 六期生             |
| 上野桃果(うえのももか)       | ももか            | 11/6   | 青色      | 2021年8月5日〜2021年11月2日                      | 八期生             |

## 作品

### SINGLE
- Look at

1. Look at
2. my サイリウム

- TAKAO START

1. TAKAO START
2. 忍者プリンセス
3. 夕焼け
4. TAKAO START(inst)
5. 忍者プリンセス(inst)
6. 夕焼け(inst)

- オレンジ

1. オレンジ
2. はっち
3. 8dream
4. オレンジ(inst)
5. はっち(inst)
6. 8dream(inst)

- SKY

1. SKY
2. Real
3. SKY(inst)

- Break My Destiny

1. Break My Destiny
2. Force of Destiny

- 八王子魂3～23区に憧れて～

1. 23区に憧れて
2. マシてかナイト
3. 赤点女子高生

- 流星のキセキ～365日路上ライブのキセキ～

1. 流星のキセキ
2. 超本能的アクセシビリティ
3. 無制限GIMMICK